# Тинтиннабулум (Стародавній Рим)

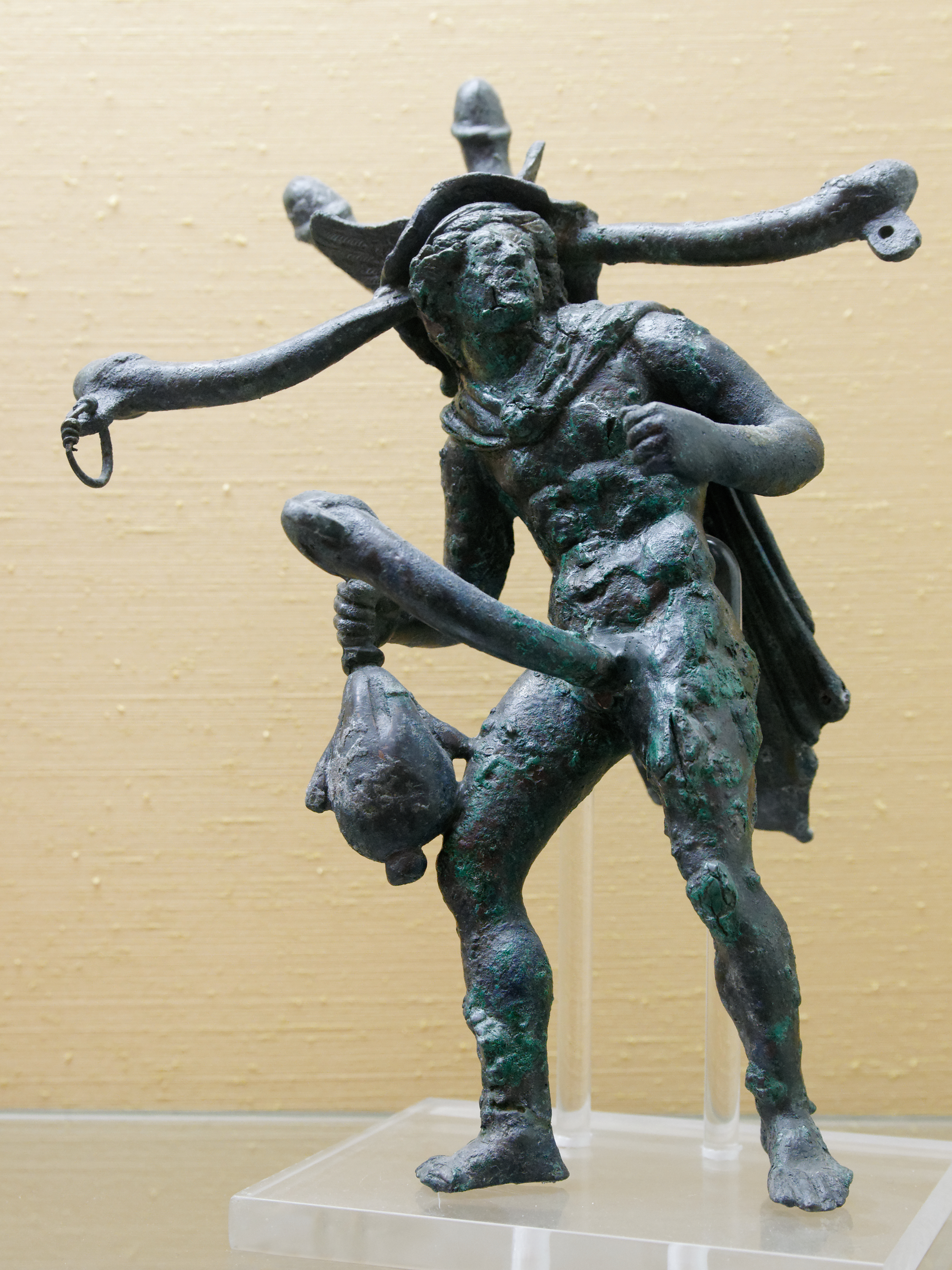
Бронзовий поліфалічний тинтиннабулум Меркурія з Помпеї: бракуючі дзвіночки прикріплялися до кожного краю (Національний археологічний музей Неаполя)

Тинтиннабулум (лат. tintinnabulum) іноді тинтиннум (tintinnum) — давньоримська музична підвіска або дзвіночки. Тінтіннабулум часто мав форму бронзової фалічної фігури або фасцинуса (магіко-релігійного фалоса, що оберігає від лихого ока і приносить удачу, процвітання).
Тинтиннабулум висів просто неба у таких місцях, як сади, портики, будинки і магазини, де за допомогою вітру він видавав звуки. Вважалося, що звуки дзвіночків захищають від злих духів; схожі ролі дзвоника в апотропічному ритуалі «дзвін, книга і свічка» або у ранній Католицькій церкві.
Наручні дзвіночки були знайдені у святилищах, що вказує на їх релігійне використання, вони також були використані у Храмі Юпітера Громовержця на Капітолійському пагорбі. Тинтиннабулуми були й тронками: їх вішали на шию домашнім тваринам, таким як коні і вівці, щоб відстежувати їх по звуку, але, можливо, і для апотропічних цілей.

### Ресурси Інтернету
- Вікісховище має мультимедійні дані за темою: Тинтиннабулум (Стародавній Рим)
- Highlights from the British Museum: Lion-phallus, winged phallus, diphallic figure
- Metropolitan Museum of Art: Bronze phallic ornament [Архівовано 9 липня 2013 у Wayback Machine.]